# Auberge de Castille
L'Auberge de Castille (in maltese Berġa ta' Kastilja, in italiano Albergo di Castiglia) è un auberge che si trova a La Valletta costruito in varie fasi nel tardo XVI secolo per ospitare i cavalieri dell'Ordine di San Giovanni della langue di Castiglia e León e Portogallo.

## Localizzazione
L'Auberge de Castille si trova in Piazza di Castiglia, vicino al bastione di San Giacomo, alla Borsa di Malta e ai Giardini Upper Barrakka, e sorge accanto alla chiesa di Santa Caterina d'Alessandria dalla quale è separato da Merchants Street. Il prospetto sudorientale si affaccia su Saint Paul Street e su Floriana dominando la città di La Valletta e la zona del Porto Grande.
I cavalieri spagnoli avevano il compito di difendere il vicino bastione di San Giacomo, erano i patrocinatori della chiesa di San Giacomo Maggiore in Merchants Street e della Cappella di San Giacomo Maggiore all'interno della concattedrale di San Giovanni. Il loro comandante era tradizionalmente il Gran maestro dell'Ordine.
Oggi l'auberge ospita gli uffici del Primo Ministro di Malta e il nome Castiglia (Kastilja in maltese) è spesso usato come metonimo per indicare la sede del Primo Ministro.

## Storia

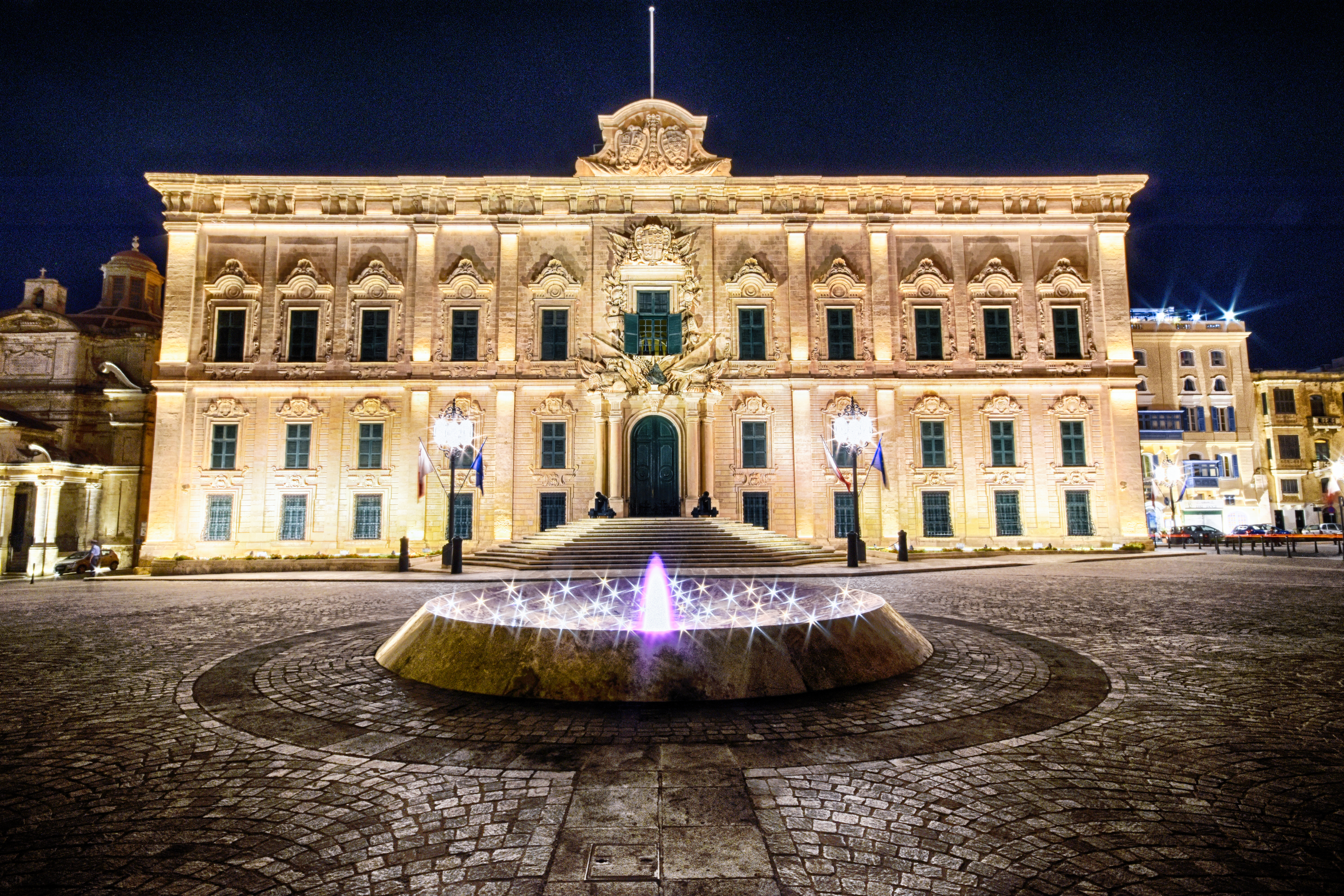
Veduta notturna

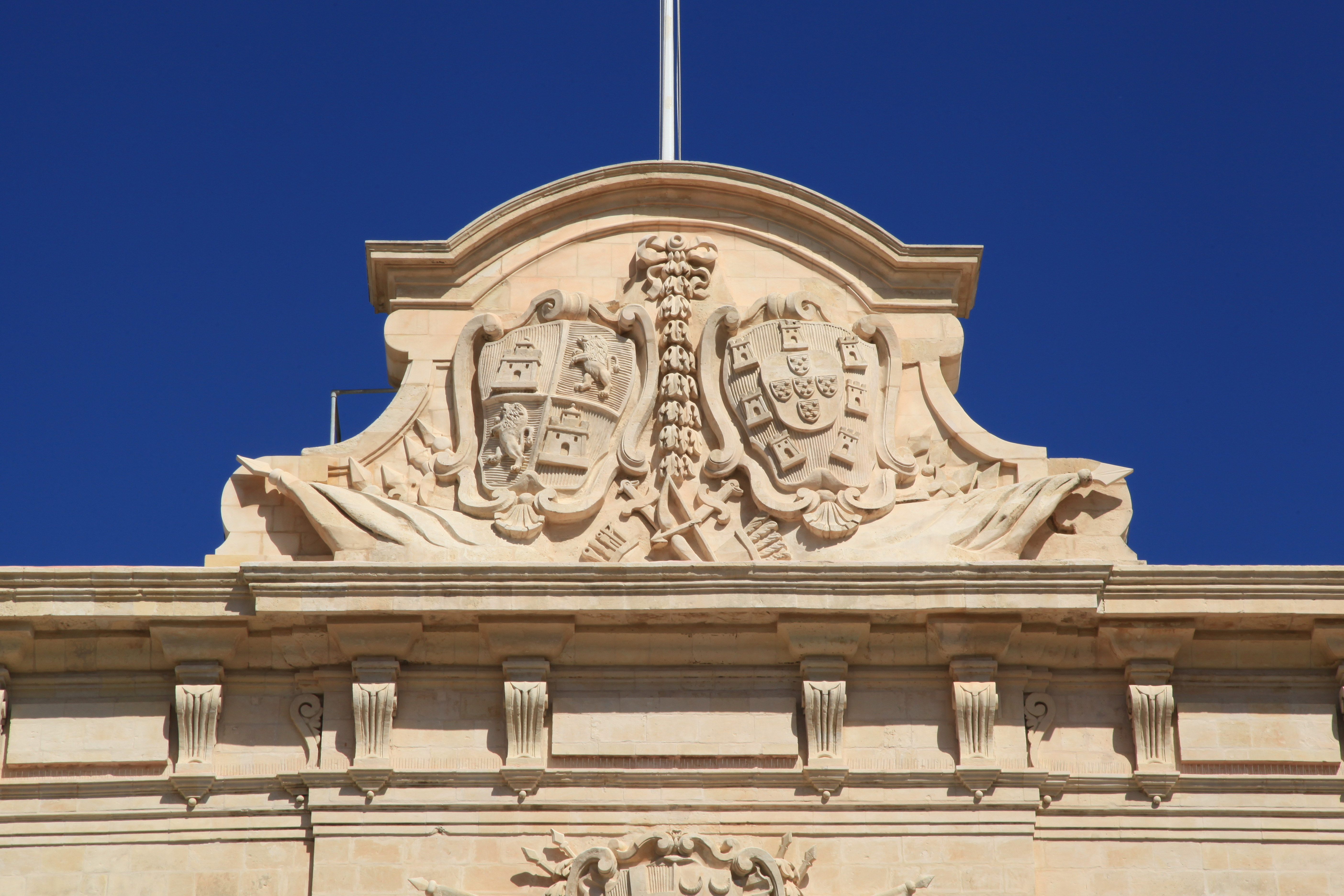
Timpano

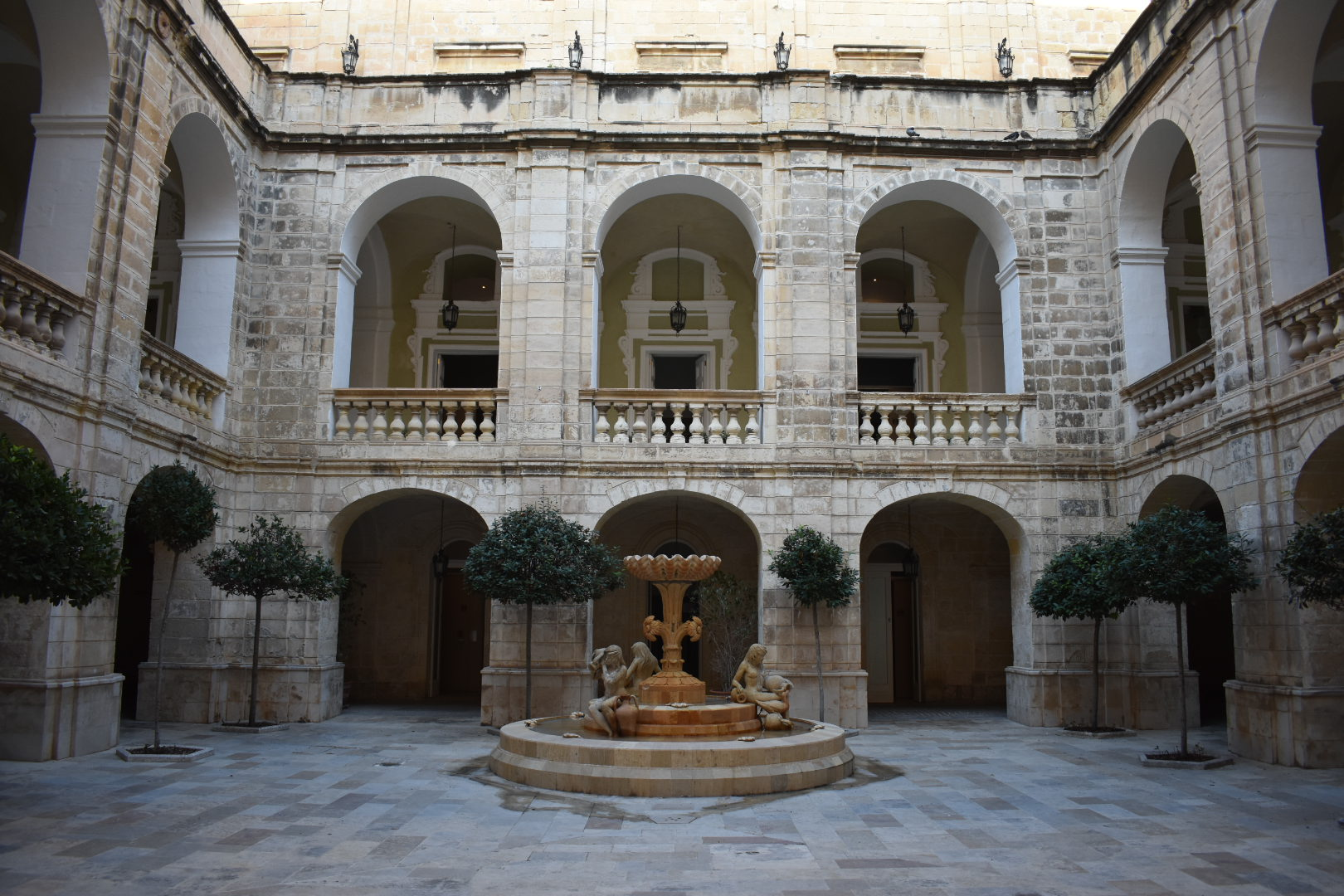
Cortile e logge

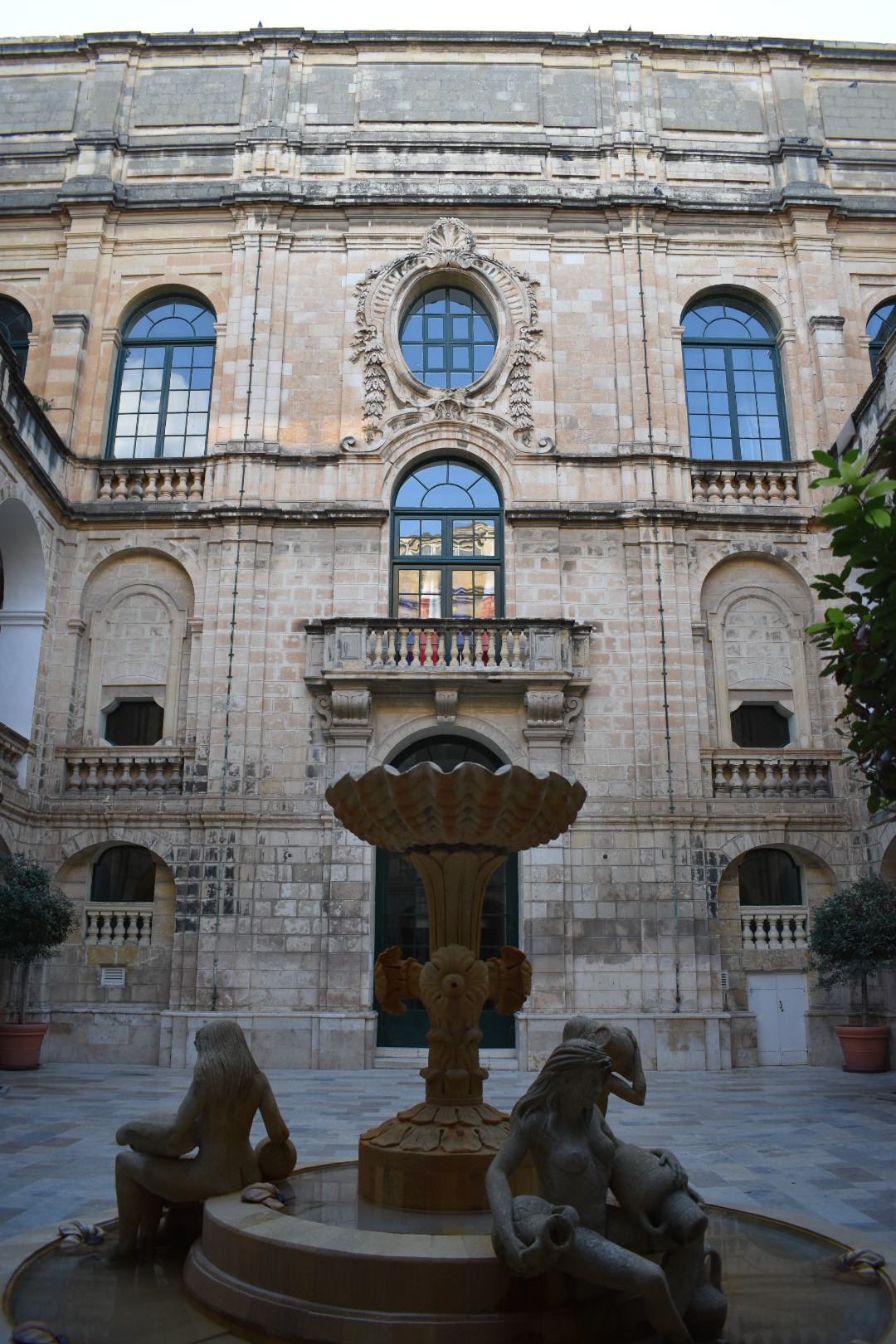
Fontana e cortile

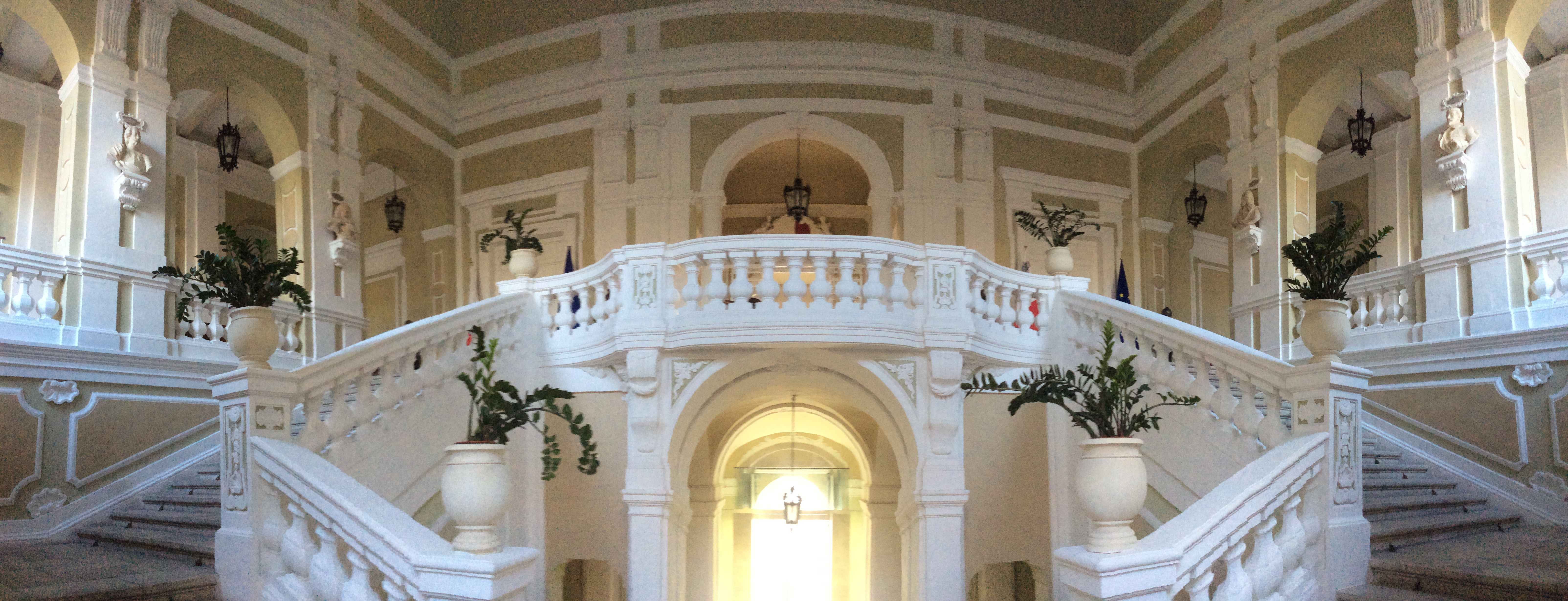
Scalone d'onore

### Epoca aragonese

#### Primo edificio
La Vecchia alberghia di Castiglia e Portogallo si insediò in un edificio costruito negli anni trenta del Cinquecento nella ex capitale Birgu, ma di questa costruzione non sono pervenuti resti.

### Epoca spagnola

#### Secondo edificio
Durante il mandato del Gran Maestro Claude de la Sengle un secondo auberge fu costruito nell'odierna Hilda Tabone Street. Questo edificio, progettato dall'architetto Niccolò Bellavante nel tradizionale stile maltese, ospitò i Cavalieri di lingua spagnola fino alla costruzione dell'attuale Auberge de Castille nel 1574. Oggi l'edificio esiste ancora, ma è stato pesantemente modificato nel tempo e solo i cantonali e alcune finestre con modanature mantengono il puro stile melitense.
L'edificio è di proprietà privata e, insieme agli altri auberges di Birgu, è stato riconosciuto come monumento nazionale di grado 1 e inserito nell'Inventario Nazionale dei Beni Culturali delle Isole Maltesi.

#### Terzo edificio
Costruito nel 1573-74 su progetto dell'architetto Girolamo Cassar in stile manierista, l'edificio presentava un piano unico e la sua facciata era ripartita da pilastri in undici campate.
Tra il 1741 e il 1744, durante il mandato del Gran Maestro Manuel Pinto de Fonseca, l'auberge venne smantellato e completamente ricostruito secondo lo stile barocco spagnolo su progetto di Andrea Belli. Alcune modifiche, tra cui l'ampliamento del portale principale, furono realizzate nel 1791.

### Occupazione francese
Nel 1798 l'Ordine di San Giovanni fu espulso da Malta a seguito dell'occupazione francese e l'edificio divenne il quartier generale delle guarnigioni francesi.

### Protettorato britannico
Nel 1805 l'Auberge divenne il quartier generale delle forze armate britanniche e venne usato come residenza dagli ufficiali britannici. Nel 1814, un contingente dell'esercito egiziano venne ospitato nelle sue strutture. Nel 1840 venne realizzata una cappella protestante in una delle stanze del primo piano e nel 1889 venne installata sul tetto una grande antenna fu installata per comunicare con le navi da guerra della flotta mediterranea ormeggiata nel Porto Grande.

### Epoca contemporanea
La Regina Elisabetta II in gioventù fu ospitata nell'Auberge de Castille mentre lavorava con l'Associazione delle Famiglie di Soldati, Marinai, Aviatori e nel 1942 l'ala destra dell'edificio fu danneggiata dai bombardamenti aerei durante la seconda guerra mondiale. Utilizzato come quartier generale dell'Esercito per l'indipendenza di Malta, ospitò le trattative diplomatiche tra Libia e Cipro dopo il 1954.
Il 4 marzo 1972 l'ufficio del Primo Ministro di Malta fu trasferito dall'Auberge d'Aragon all'Auberge de Castille. Insieme agli altri auberge di La Valletta, è stato riconosciuto come monumento nazionale di grado 1 e inserito nell'Inventario Nazionale dei Beni Culturali delle Isole Maltesi.

## Architettura
L'edificio presenta due piani con pianta rettangolare e un cortile centrale e una sobria cornice marcapiano separa il primo livello dal piano nobile. La facciata è ripartita in undici campate definite da lesene, quattro paraste e l'intero prospetto è delimitato da poderosi cantonali. La costruzione ha una cornice sommitale arricchita da modiglioni o mensole.
Le finestre degli ordini inferiori sono incorniciate da motivi ornamentali che culminano in stemmi intermedi fra volute a ricciolo. La decorazione delle finestre del piano nobile è caratterizzata da timpani lunettati aggettanti, volute e riccioli (estesi), con conchiglia intermedia stilizzata.
Una monumentale scalinata esterna con sviluppo piramidale conduce al portale del prospetto principale sormontato da trofei e insegne militari, recante il busto bronzeo del Gran Maestro Manuel Pinto de Fonseca. Una loggia - finestra centrale è sormontata dallo stemma del Gran Maestro. Chiude la prospettiva un timpano mistilineo arricchito da uno stemma con le insegne di Castiglia e León e Portogallo, quello dei Cavalieri dell'Ordine e pennone. Ai lati del portale sono presenti due cannoni storici.
L'Auberge de Castille è collegato all'Auberge d'Italie mediante un rifugio antiaereo sotterraneo risalente alla seconda guerra mondiale. Sul fianco sinistro separata dalla Merchants Street, si trova la chiesa di Santa Caterina d'Alessandria.